# Noorse broeders

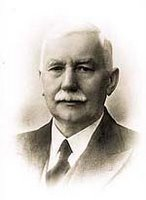
Johan Oscar Smith

De Brunstad Christian Church is een christelijke geloofsgemeenschap. In Nederland is de groep vooral bekend als Noorse Broeders, omdat de wortels in Noorwegen liggen. De officiële naam in Nederland was decennialang Christelijke Gemeente Nederland (CGN). De internationale beweging heeft zo'n 40.000 leden in meer dan 50 landen, waaronder België, Denemarken, Duitsland, Nederland en de Verenigde Staten. Andere bronnen noemen ruim 20.000 leden.
In Nederland bestaat de geloofsgemeenschap uit ongeveer 1900 personen. De beweging wordt ook aangeduid als Smiths Vrienden (Smiths Freunde in het Duits, Smiths Venner of Den Kristelige Menighet (De Christelijke Gemeente) in het Noors), daar de groepering tot in de jaren negentig geen officiële naam had, of wilde hebben. Later heeft de groep zich internationaal de naam Brunstad Christian Church (Brunstad Christelijke Gemeente) gegeven, en daarbij de vertaling in de landstaal van de betreffende gemeenschappen. De Noorse broeders behoren tot de heiligingsbeweging. Per 1 januari 2023 is de christelijke geloofsgemeenschap in Nederland officieel geregistreerd als kerkgenootschap.

## Theologie
Centraal in de geloofsleer staat het evangelie als een tweezijdige boodschap: met aan de ene kant de boodschap van zondevergeving dankzij de genade in Jezus Christus, en aan de andere kant – voortbouwend op het voorgaande – de genade tot een leven in gehoorzaamheid aan God. Daarbij maakt men onderscheid tussen de start van het geloofsleven en het vervolg ervan. Grondlegger Johan Oscar Smith leerde dat zondevergeving niet de “volledige verlossing” is, maar dat een christelijk geloofsleven altijd bestaat uit daden van gehoorzaamheid aan het geloof.
Een kernpunt in de verkondiging is de leer dat Jezus Christus bij zijn komst naar de aarde “deelnam aan hetzelfde vlees en bloed” als de mensen, en in verzoekingen moest lijden als een mens, door zijn eigen wil op te geven – dat wil zeggen, de vleselijke begeerte te “kruisigen”. Deze gelijkheid in positie moest Christus hebben om de mensen te kunnen helpen in hun nood. Zodra Christus leerde om goed van kwaad te onderscheiden, kon hij het kwaad overwinnen in de kracht van de Heilige Geest.
De gemeente, het lichaam van Jezus, bestaat uit diegenen die hun leven in overwinning leven. Ze zijn “met Christus verenigd” en lijden zoals hij leed, door de zonde in het vlees te kruisigen. Zodoende is het voor alle christenen mogelijk om hetzelfde offer te geven als Jezus gaf door de eigen wil op te geven, en bestaat het lichaam van Jezus niet exclusief uit leden van deze geloofsgemeenschap.
De wortels van de theologische opvattingen van de Noorse broeders liggen in het Lutherse piëtisme. Waar het de opvatting over gerechtvaardigd worden door geloof betreft, is de leer in overeenstemming met Luther: “door geloof alleen”. De beweging is te plaatsen in de lijn van Erik Pontoppidan (1698 - 1764) en andere schrijvers. Ook heeft de gemeente overeenkomsten met de verkondiging zoals die terug te vinden is in de beweging van Hans Nielsen Hauge (1771 - 1824) en de groeperingen die daaruit ontstonden. Waar het de doop betreft, is de leer van de geloofsgemeenschap verwant aan die van de baptisten. De leer omtrent Israël en de eindtijd vertoont overeenkomsten met hetgeen daaromtrent in pinkstergemeenten wordt geleerd. Daarnaast is de tongentaal binnen de geloofsgemeenschap net zo gewoon als in deze gemeenten. De leer dat Jezus een eigen wil had wordt gedeeld met de Zuid-Afrikaanse predikant Andrew Murray. Een van de leerstelling van Brunstad Christian Church is Christus geopenbaard in het vlees. Hiermee wordt bedoeld dat Jezus als mens naar de aarde is gekomen en gelijk aan de mensen is geworden maar nooit heeft gezondigd. Ook de Schotse predikant Edward Irving geloofde dat Jezus een volledig menselijke natuur had aangenomen, inclusief de neiging om te zondigen. 

## Ethiek - levenswijze

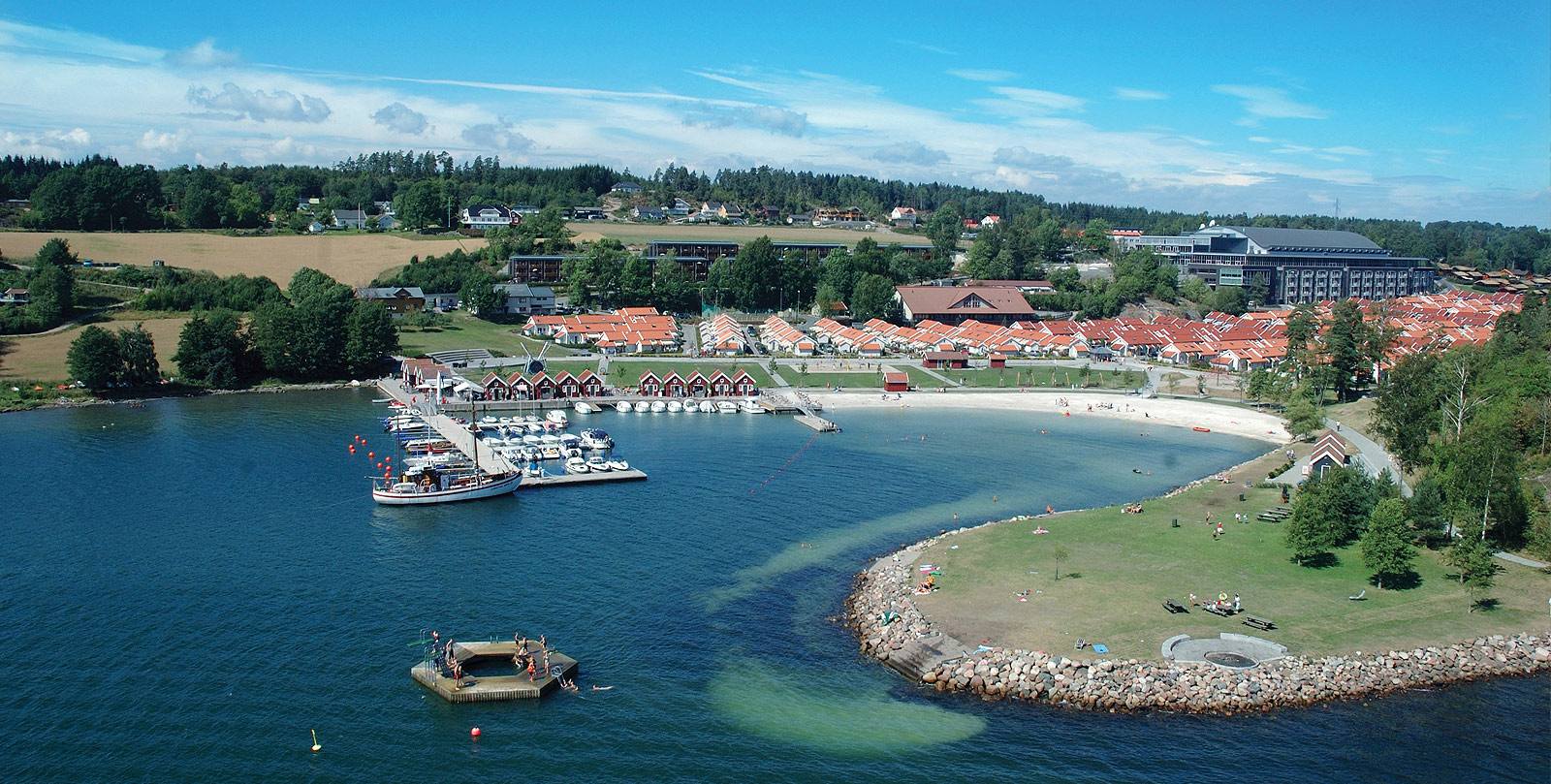
Oslofjord Convention Center

De beweging is in de loop der jaren minder conservatief geworden, maar het is nog gewoon dat de vrouwen hun haar lang dragen, terwijl de mannen het kort houden. Zoals Paulus het ooit schreef in 1 Kor. 11:14-15 (NBV): Leert de natuur zelf u niet dat lang haar een man te schande maakt, terwijl het een vrouw tot eer strekt? Tot aan de liberalisering in de jaren 90 was het hebben van televisie taboe, evenals het dragen van broeken door vrouwen.
Het gebruik van voorbehoedsmiddelen is taboe. Daardoor zijn gezinnen met tien of meer kinderen geen uitzondering. In de loop der jaren kwamen digitale media steeds meer in gebruik. De conferenties vanuit Noorwegen worden per satelliet over de hele wereld uitgezonden en er worden cd's uitgebracht met muziek en/of liederen.
De groep had en heeft weinig of geen contact met andere christelijke geloofsgemeenschappen. Deze laatste worden algemeen aangeduid als "de religieuze wereld", dit om een duidelijk onderscheid aan te brengen tussen de ware gelovigen en de overige gelovigen. Sommige andere geloofsgemeenschappen worden echter wel gezien als 'ware' gemeenschappen.
Zoals veel conservatieve christelijke groepen, is deze gemeente ook tegen homoseksualiteit en abortus. De levenswijze van de geloofsgemeenschap bracht in het verleden een zekere isolatie van de rest van de samenleving met zich mee. Kinderen moesten afgescheiden van "de wereld" opgroeien. Voor veel kinderen betekende dit bijvoorbeeld dat ze niet bij schoolkameraadjes thuis mochten spelen.

## Geschiedenis
De beweging werd begin 20e eeuw gegrondvest door Johan Oscar Smith (11 oktober 1871 – 1 mei 1943), een onderofficier in de Noorse marine, en zijn broer Aksel Smith (1880–1919) wiens beroep tandarts was. Johan Oscar Smith werd geboren in Fredrikstad, maar verhuisde later naar Horten in de provincie Vestfold (Noorwegen). Elias Aslaksen (1888–1976) speelde ook een belangrijke rol binnen de gemeente. Hij had, net zoals Johan Oscar Smith, ook een verleden in de Noorse marine.
Johan Oscar Smith was afkomstig uit de methodistenkerk (opgericht door John Wesley). In 1898 bekeerde hij zich tot God aan boord van een Noors marineschip. In 1900 kreeg hij de doop met de Heilige Geest. Vanaf 1902 ontstond de gemeente, onder meer door correspondentie met zijn broer Aksel Smith.
In het begin hadden de broeders Smith contact met de Noorse methodistenpredikant Thomas Ball Barrat. Van hem is de uitspraak "wat jij zegt is wel waar, maar op die manier worden het er niet veel." In 1910 liepen hun wegen dan ook uiteen.
In 1897 werd de eerste gemeente gestart door Johan Oscar Smith en onder meer zijn broer Aksel Smith en Elias Aslaksen. Oorspronkelijk was de gemeente een vriendengroep die zich rondom de broeders Smith vormde. J.O. Smith werkte jarenlang bij de Noorse kustwacht en kreeg hierdoor contacten langs de kust vanaf de Oslofjord tot aan Mehamn in Finnmark. Dat de gemeente op deze manier ontstond kan de reden zijn dat ze in Noorwegen bekendstaan als Smiths Venner. In 1912 begon Johan Oscar Smith met de uitgave van een eigen tijdschrift Skjulte Skatter (Verborgen Schatten) en later in dat jaar ontstond in de Noorse hoofdstad Oslo de eerste gemeente. De eerste versie van hun liederenboek Herrens Veier (Wegen van de Heer) werd in 1916 gedrukt.
In de jaren 30 ontstonden de eerste gemeentes buiten Noorwegen in de landen Denemarken en Zweden. De groepen groeiden langzaam, rond 1950 bestond de beweging nog uit ruim 1000 mensen verdeeld over Noorwegen en Denemarken. In 1956 kocht men voor 7.600 Noorse kronen een vervallen terrein in Stokke. Dit is het conferentiecentrum Brunstad geworden.
Aan het eind van de jaren vijftig werd het evangeliseren uitgebreid naar onder andere Duitsland en Nederland. Dit kwam door de Philadelphia conferenties in het Duitse Leonberg. De organisatie gaf aan alle predikers vrijheid om te spreken. De broeders uit Noorwegen maakten gebruik van die gelegenheid en op die manier legden zij contacten met mensen uit Duitsland, Nederland, Zwitserland, Oostenrijk, Frankrijk en Engeland.
Een van de bezoekers aan deze conferentie was de Nederlandse bijbelleraar Braaksma. Hij nodigde de broeders uit om naar Nederland te komen. Er kwamen twee jonge broeders en een van hen vertaalde een Noors geschrift naar het Nederlands. Dit geschrift met de titel Het nieuwe verbond en het geheimenis der wetteloosheid kwam terecht bij de Almelose vrije Baptistenpredikant Littooij. In zijn kerk kregen de broeders uit Noorwegen alle gelegenheid om te spreken en zo ontstond in Almelo de eerste gemeente, waar Littooij met ongeveer 60 mensen de Baptistenkerk verliet.
In 1959 werd het eerste Nederlandse nummer van het tijdschrift De Weg uitgegeven en een jaar later in 1960 werd in het Gelderse Voorst de eerste conferentie gehouden met ongeveer 80 bezoekers. Later in de jaren '60 kocht de gemeenschap een terrein in Ambt Delden, het kreeg de naam de 'Kroeze Danne'. Ruim 30 jaar lang werden daar conferenties gehouden met soms wel 1.700 bezoekers. Vanaf de beginjaren groeide de gemeenschap tot ongeveer 1900 mensen verdeeld over verschillende plaatsen in Nederland met uitzondering van de zuidelijke provincies Noord Brabant en Limburg.
Na het overlijden van Johan Oscar Smith in 1943 werd Elias Aslaksen leider van de gemeente. Hij werd opgevolgd door Aksel Johan Smith (de zoon van J.O. Smith) en de schoonzoon Sigurd Bratlie (1905–1995). In de loop van deze tijd kreeg de gemeente internationale vertakkingen. In 1992 en 1993 vond een strijd met betrekking tot de leiding plaats, waarna de kleinzoon van J.O. Smith, Kåre Johan Smith (*1944) voorganger werd. Tijdens zijn leiderschap zijn er ingrijpende veranderingen doorgevoerd, onder andere wat betreft een liberalisering van de levenswijze. Verder heeft de gemeente een grote ontwikkeling meegemaakt wat betreft vastgoed en commerciële activiteiten. Voorbeelden hiervan zijn de grote verbouwing en uitbreiding aan het begin van de 21e eeuw van de hoofdzetel van de gemeente, Oslofjord Convention Center te Melsomvik en het verhuren van de conferentiezaal voor o.a. popconcerten.
De geloofsgemeenschap houdt ledenaantallen niet nauwkeurig bij, iets wat het schatten van hun uitbreiding moeilijk maakt. Een schatting heeft een ledenaantal opgeleverd van zo'n 40.000 leden, die over meer dan 50 landen verdeeld zijn. Andere bronnen noemen ruim 20.000 leden. De gemeente groeit voornamelijk door organische groei, dat wil zeggen dat de meerderheid van de huidige leden in de gemeente geboren is.
De beweging is actief in andere landen, met name vanuit het conferentiecentrum Brunstad in Noorwegen. In Nederland was het conferentiecentrum lange tijd "De Kroeze Danne" in Ambt Delden, maar in 2004 werd een nieuw conferentiecentrum gekocht: Pagedal, een bungalowpark in Stadskanaal. In 2020 werd de verhuur van alle huisjes en appartementen op Pagedal overgenomen door Roompot. Sinds 2023 is het kerkgenootschap gevestigd in Almelo.

## Kritiek

### Uitzendbureaus
De Noorse Broeders hebben volgens eigen zeggen het uitzendbureau DWN Service opgezet als middel om fondsen te werven. Om wat voor fondsen het hier ging was echter niet duidelijk. De uitzendkrachten die voor dit uitzendbureau werkten waren vrijwilligers. Zij ontvingen geen salaris zodat DWN Service ook geen loonheffingen verschuldigd was. De opbrengsten van deze werkzaamheden zouden sinds 2009 voornamelijk terecht zijn gekomen in het conferentiecentrum Pagedal in Stadskanaal. Van 2005-2008 zou het meeste geld naar het conferentiecentrum Brunstad in Noorwegen zijn gegaan. 
In 2009 was er in de landelijke media aandacht voor DWN Service. De FNV stelde dat het werk concurrentievervalsing in de hand zou kunnen werken. De FNV en verschillende politieke partijen ondernamen stappen om deze kwestie op te helderen. Het tv-programma Netwerk van de NCRV besteedde in een uitzending aandacht aan dit onderwerp. DWN Service was het niet eens met de beschuldigingen en spande een kort geding aan tegen Netwerk en FNV Bondgenoten. DWN Service eiste een schadevergoeding wegens smaad, en een rectificatie van FNV en de NCRV (die Netwerk uitzendt). Dit kort geding werd door Netwerk en FNV gewonnen, omdat de uitspraken in de uitzending van Netwerk onder de persvrijheid vielen. 
DWN Service bleef doorgaan met werken op deze manier, zolang het volgens hen om een legale situatie ging. De FNV en verschillende politieke partijen wilden een wetswijziging waardoor dit soort 'concurrentievervalsing' illegaal zou worden. In april 2010 werd bekend dat verschillende grote bedrijven (zoals Gamma, Media Markt en Hema) die gebruik maakten van de diensten van DWN Service die samenwerking beëindigden.
Nadat de inspectie SZW (naar later bleek onterecht) uitging van een overtreding van de Wet op het minimumloon, legde de minister DWN Service in 2012 een boete op voor de vermeende overtreding, alsook een last onder dwangsom tot betaling van achterstallig loon. De bezwaren die DWN Service daartegen aantekende verklaarde de minister ongegrond, waarna DWN Service in beroep ging bij de rechtbank. Deze verklaarde het beroep gegrond en vernietigde en herriep de besluiten van de minister, waarop de minister hoger beroep instelde bij de Afdeling bestuursrechtspraak van de Raad van State. Deze oordeelde op 16 juli 2014 "dat de minister ten onrechte een bestuurlijke boete heeft opgelegd wegens overtreding van artikel 7, eerste lid, van de WMM en dat er geen grondslag bestond voor het opleggen van een last onder dwangsom." DWN Service is inmiddels gestopt.
De Noorse Broeders begonnen in 2011 nog twee uitzendbureaus Projectservice Nederland en Personeelservice Nederland. Volgens berichtgeving van NRC Handelsblad in 2016 waren opdrachtgevers van Projectservice niet op de hoogte van het feit dat ook dit uitzendbureau deel uitmaakt van de Noorse Broeders, en hebben die bedrijven mede daardoor ook met Projectservice hun zakelijke verbintenis verbroken.
De Belastingdienst greep in 2019 opnieuw in bij een andere stichting van de Noorse Broeders, dit meldt het NRC. Het ging om Stichting Wereldwijd Evangeliewerk (WEW), die volgens de Belastingdienst jarenlang misbruik heeft gemaakt van de status Algemeen Nut Beogende Instelling. Die zgn. ANBI-status werd dan ook met terugwerkende kracht t/m 2008 ingetrokken. Stichting WEW tekenende bezwaar aan tegen de beslissing van de Belastingdienst.

### Ex-leden
Ook ex-leden hebben kritiek op de gang van zaken binnen de geloofsgemeenschap. Aan deze kritiek besteedde het programma Netwerk in januari 2010 aandacht.

Auteur Ellen Heijmerikx heeft twee boeken geschreven die geïnspireerd zijn door haar jeugd bij de Noorse Broeders.
In 2014 verscheen het boek 'In het huis Mijns Vaders' met een uitgebreide beschrijving van onder andere de Noorse broeders. Hierin wordt de geschiedenis van deze geloofsgemeenschap uit de doeken gedaan, samen met een beschrijving van de grondleggers en de leiders. Er wordt ook uitgebreide aandacht gegeven aan de leer, het leven in deze geloofsgemeenschap en vooral aan de ontwikkeling de laatste jaren. Er worden zowel positieve lessen beschreven als kritische kanttekeningen. De structuur van bedrijven die direct of indirect met de Noorse broeders verbonden zijn wordt uitvoerig beschreven.
In het verleden is de geloofsgemeenschap diverse keren in het nieuws gekomen vanwege beschuldigingen van onder andere seksueel misbruik en kindermishandeling. De Noorse Broeders erkennen dat binnen hun gemeenschap lijfstraffen op kinderen, waarvoor zij de term tuchtiging gebruiken, zijn toegepast. Volgens een van de voorgangers van de gemeenschap "is er vanuit Noorwegen ingegrepen en zijn de 'rotte appelen' uit de organisatie verwijderd".

## Geldstromen
De geloofsgemeenschap heeft een financiële bestuurlijke rol in de Stichting Hippo Mundo Charity. Deze Charity is aandeelhouder van bedrijven van de Noorse Broeders. Bedrijfskundige activiteiten van de Noorse Broeders in Nederland zijn onder andere DWN Services in Teuge (inmiddels gestopt), Projectservice in Almelo, uitgeverij De Weg in Stadskanaal en handelsonderneming Kolme Tack in Nieuw-Buinen. Wereldwijd gaat het om ruim 450 bedrijven en stichtingen, waarvan ruim 70 in Nederland.
In maart 2016 werd bekend dat een voormalig directeur van DWN Service -en tevens voormalig financieel topman van de Noorse Broeders, en ex-rechercheur van de FIOD- acht miljoen euro zou hebben weggesluisd van onder andere Stichting Hippo Mundo Charity (een van de stichtingen die wordt bestuurd door leden van de Noorse Broeders). Het Openbaar Ministerie verdacht de voormalig directeur van oplichting, verduistering en witwassen. In juli 2020 bepaalde de rechter dat de voormalig directeur het geld moest terugbetalen, mogelijk ging hij nog wel in hoger beroep. In januari 2021 bleek dat een lid van de Noorse Broeders hier niet op wilde wachten. Hij had in 2020 opdracht gegeven aan een politieagent om tegen betaling de voormalig directeur en een ander ex-lid van de groep - van wie vermoed werd dat hij meer wist over de verduistering - te observeren en een peilbaken onder de auto van het andere ex-lid te plaatsen. Deze werd in augustus van dat jaar op klaarlichte dag thuis met geweld door twee 'zware jongens' overvallen en van zijn laptop beroofd (met kennelijk belangrijke informatie daarop). De opdrachtgever (lid van de Noorse Broeders) en de twee overvallers zijn in het voorjaar van 2021 veroordeeld tot gevangenisstraffen, de politieagent gaf openheid van zaken en kreeg "slechts" een taakstraf. Wel werd hij geschorst.
Mede naar aanleiding van de verduistering deed NRC Handelsblad meer onderzoek, en legde de hand op interne documenten en 200.000 e-mails van de CGN, en de 50 stichtingen en 23 bedrijven van de CGN. Het NRC concludeerde in het najaar van 2016 dat er bij de CGN en/of bedrijven en stichtingen van de CGN sprake is van onder meer doelbewuste en langdurige belastingontduiking, kinderarbeid, overtreding van de Arbeidstijdenwet, misbruik van de ANBI-status en zelfverrijking door de leiding (met name in Noorwegen). De CGN ontkende dat er sprake was van kinderarbeid,  DWN Service had naar eigen zeggen spijt dat er in dit verband "overtredingen zijn gebeurd". NRC meldde ook dat twee broeders van de CGN (beiden ook lid van het "fiscale adviesteam" aldaar) een dubbelrol speelden. In het dagelijks leven waren zij ambtenaren, de een bij de Belastingdienst en de ander bij het Ministerie van Financiën, en betrokken bij "het op grote schaal omzeilen van de fiscus" aldus het NRC.
Verder toonde NRC aan dat de leiding van CGN/BCC geld van hun leden investeert in zichzelf en hun naaste familie; dit via belastingparadijzen als Cyprus, Bermuda, Dubai en de Britse Maagdeneilanden. Ook is er volgens NRC sprake van dat bedrijven en/of stichtingen van de CGN ten koste van derden worden beëindigd, en vervolgens een exact gelijksoortig bedrijf of stichting onder een andere naam wordt gestart. Tevens werd bekend dat CGN leider en voorganger Jan Hein Staal al zijn bestuurlijke taken heeft neergelegd. Volgens CGN had dit op geen enkele manier te maken met de berichtgeving rond die tijd. Na boekenonderzoek door de Belastingdienst werd in 2022 de ANBI-status van de CGN bevestigd.
Naar aanleiding van de gebeurtenissen in die periode hebben diverse bedrijven en overheden (onder meer de Gemeente Enschede, Mediamarkt en Hema) besloten geen zaken meer te doen met de CGN, en/of bedrijven en stichtingen van de CGN.  
Volgens NRC was er tevens sprake van verborgen banden en geldstromen tussen de CGN en een brancheorganisatie voor voetdeskundigen: Stichting Landelijk Overkoepelend Orgaan voor de Podologie (LOOP). Stichting LOOP nam stellig afstand van de suggestie dat de "organisatie of zelfs een hele beroepsgroep in handen is van deze geloofsovertuiging".
Eind 2016 werd bekend dat de Belastingdienst de ANBI-status heeft ingetrokken van Hippo Mundo Charity (een van de stichtingen van de Noorse broeders), dit met terugwerkende kracht tot en met 2010.
Ook was er volgens NRC sprake van uitbuiting van kinderen en jongeren van de CGN bij onder meer Finn-Tack/Horze, een bedrijf van de CGN. Zij werden geacht 48 uur per week te werken, voor 60 euro per maand (omgerekend ca. 30 cent per uur). De krant vergeleek dit met "malafide uitzendbureaus". Volgens een bestuurder van de CGN was de situatie 'rechtmatig' en 'conform de Arbeidstijdenwet'. In mei 2017 meldde het NRC dat de RABObank de medewerking met de Noorse Broeders heeft gestopt. Ook staakte de bank het betalingsverkeer van bedrijven, stichtingen en (oud-)bestuurders van de kerk. Al in 2008 wilde ING in Nederland wegens „compliance problemen” geen zaken doen met de broeders. In Zwitserland sloten UBS (2010) en Credit Suisse (2013) rekeningen van de broeders. In 2014 deed de Bank of Cyprus dat ook. In 2015 volgde de Noorse bank Nordea, en hielden Piraeus Bank, Russian Commercial Bank en Butterfield Bank (Bermuda) de broeders buiten de deur, blijkt uit stukken die NRC heeft.